# 10471 Marciniak
10471 Marciniak eller 1981 EH20 är en asteroid i huvudbältet som upptäcktes den 2 mars 1981 av den amerikanska astronomen Schelte J. Bus vid Siding Spring-observatoriet. Den är uppkallad efter Anna Marciniak.